# Ялдаваоф
Ялдавао́ф, или же Иалдабао́т (койне Ιαλδαβαώθ; лат. Ialdabaoth; копт. ⲒⲀⲖⲦⲀⲂⲀⲰⲐ), — злонамеренный бог и Демиург (создатель материального мира) в различных гностических сектах и движениях, иногда изображаемый зооморфно в виде змея с головой льва. Считается ложным богом, запершим души людей в физических телах, заключив их в материальной Вселенной, и отождествляется с Яхве.

## Роль в гностицизме

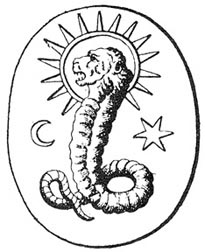
Змееподобное божество с головой льва, найденное на гностическом драгоценном камне из книги Бернара де Монфокона «Античность: объяснение и представление в картинках»', возможно, является изображением Демиурга

Гностицизм зародился в конце I века н. э. в нераввинских иудейских и раннехристианских сектах. В процессе формирования христианства различные сектантские группы подчёркивали важность духовного знания (гнозиса) божественной искры внутри них, а не веру (пистис) в учения и традиции христианских общин, из-за чего противники таких сект прозвали их «гностиками». Гностицизм проводит различие между высшим непознаваемым богом Монадой и создателем физической Вселенной — Демиургом. Гностики считали, что именно это личное знание является наиболее существенной частью процесса спасения, а не вера в их мировоззрение или церковную власть.
В гностицизме библейского змея из Эдемского сада восхваляли и благодарили за то, что он принёс знание Адаму и Еве, тем самым освободив их от контроля злонамеренного Демиурга. Гностические доктрины опираются на дуалистическую космологию, подразумевающую вечный конфликт между добром и злом, и на концепцию змея как освобождающего спасителя, одаровавшего человечество знаниями, — в противовес Демиургу, отождествляемому с Яхве из еврейской Библии. Некоторые гностические христиане (например, маркиониты) считали еврейского бога Ветхого Завета злым ложным божеством и создателем физической Вселенной, а неизвестного бога из Евангелий, отца Иисуса Христа и создателя духовного мира, — истинным добрым богом. В системе верований архонтиков, сифиан и офитов Ялдаваоф рассматривается как злобный Демиург и ложный бог Ветхого Завета, который создал физическое и заключил души людей в телах, таким образом заперев их в созданном им мире, полном боли и страданий.
Однако не все гностические движения считали создателя материальной Вселенной по натуре злым или недоброжелательным. Например, валентиниане считали, что Демиург — всего лишь невежественный и некомпетентный творец, пытающийся как можно лучше обустроить мир, но не имеющий достаточной силы, чтобы соответствовать добрым намерениям. Протоортодоксальные отцы ранней церкви — предшественники ортодоксии — считали их еретиками.
Ялдаваоф в первую очередь упоминается в архонтских, сифианских и офитских писаниях гностической литературы, большинство из которых были обнаружены в библиотеке Наг-Хаммади. В Апокрифе Иоанна «Ялдаваоф» — первое из трёх имён деспотического архонта, наряду с Сакласом и Самаэлем. В «Пистисе Софии» он утратил право на власть и в глубинах Хаоса вместе с 49 демонами мучит святотатственные души в раскалённом потоке смолы. Там он является архонтом с мордой льва и состоит наполовину из пламени, а наполовину из тьмы. Ялдаваоф представлен как бунтующий ангел в апокрифическом Евангелии от Иуды и в гностическом произведении «Ипостась Архонтов». В некоторых из этих текстов Ялдаваоф далее отождествляется с древнеримским богом Сатурном.